# Загустай (Кіжингинський район)
Загустай (рос. Загустай) — улус Кіжингинського району, Бурятії Росії. Входить до складу Сільського поселення Чесанський сомон.
Населення — 1199 осіб (2015 рік).